# Enyalioides sophiarothschildae
Enyalioides sophiarothschildae — вид ігуаноподібних ящірок родини шипохвостих ігуан (Hoplocercidae). Ендемік Перу. Описаний у 2015 році.

## Поширення і екологія
Enyalioides sophiarothschildae мешкають на східних схилах Анд в провінції Марискаль-Касерес в регіоні Сан-Мартін. Вони живуть у вологих тропічних лісах.